# Łakinsk
Łakinsk (ros. Лакинск) – miasto w Rosji, w obwodzie włodzimierskim, 32 km na południowy zachód od Włodzimierza. W 2009 liczyło 16 356 mieszkańców.
Znajduje tu się stacja kolejowa Undoł, położona na nowym szlaku Kolei Transsyberyjskiej.